# 1927 en Colombie-Britannique
Chronologie de la Colombie-Britannique
- 1923
- 1924
- 1925
- 1926
- 1927
- 1928
- 1929
- 1930
- 1931

Cette page concerne des événements qui se sont produits durant l'année 1927 dans la province canadienne de Colombie-Britannique.

## Politique
- Premier ministre : John Oliver puis John Duncan MacLean.
- Chef de l'Opposition : Robert Henry Pooley non officiel[1]
- Lieutenant-gouverneur : Robert Randolph Bruce
- Législature :

## Décès
- 17 août : John Oliver, premier ministre de la Colombie-Britannique alors qu'il était en fonction.

- 2 novembre : Charles Augustus Semlin, premier ministre de la Colombie-Britannique.